# Oligoplites palometa
Oligoplites palometa is een straalvinnige vis uit de familie van de horsmakrelen (Carangidae), orde baarsachtigen (Perciformes), die voorkomt in de binnenwateren van Noord-Amerika, Zuid-Amerika, het westen en het zuidwesten van de Atlantische Oceaan.

## Beschrijving
Oligoplites palometa kan maximaal 49 cm lang en 900 gram zwaar worden. 

## Leefwijze
De soort komt zowel in zoet, zout als brak water voor en is gebonden aan een tropisch klimaat. De diepte waarop de soort voorkomt is 18 tot 45 m onder het wateroppervlak. 
Het dieet van de vis bestaat hoofdzakelijk uit dierlijk voedsel, door te jagen op macrofauna, waaronder andere vissoorten.

## Relatie tot de mens
Oligoplites palometa is voor de visserij van beperkt commercieel belang. Voor de mens is de soort giftig. 
De soort komt niet voor op de Rode Lijst van de IUCN. 